# Bramming
Bramming anhörenⓘ (ehemals Bramminge) ist eine dänische Stadt mit 7315 Einwohnern (1. Januar 2025) in der Esbjerg Kommune im Bramming Sogn. Sie ist ehemaliges Verwaltungszentrum der aufgelösten Bramming Kommune. Bramming liegt (Luftlinie) ca. 13 km östlich von Esbjerg, 15 km nordnordwestlich von Ribe und 20 km südöstlich von Varde.

## Namensherkunft
Erstmals erscheint der Name Bramming 1290, er kommt vom altgermanischen Begriff Bram, welcher so viel wie „Rand“ oder „Kante“ bedeutet. Dieser kann auf die Lage der Sankt Knuds Kirke und später dem Bramminggård an dem Bach Ilsted Å zurückgeführt werden.
Ursprünglich (Ab ihrer Gründung 1874) hieß die Stadt Bramminge, bis 1968 das „e“ am Ende des Ortsnamens vom Ortsnamensausschuss abgeschafft wurde. Vor allem ältere Personen benutzen jedoch häufig auch heute noch den ehemaligen Namen Bramminge.

## Geschichte

### Besiedlung in der Steinzeit
Archäologische Funde wie auch 14 Grabhügel südöstlich von Bramming (etwa aus dem Jahre 4500 v. Chr., auch Kongehøjene (dt. Königshügel) genannt)  weisen auf eine Besiedlung des Gebietes bereits vor mehr als 6500 Jahren hin.

### Sankt Knuds Kirke und Bramming Hovedgård
Um 1200 wurde die Sankt Knuds Kirke im romanischen Stil erbaut, welche von 1679 bis 1873 zum Bramming Hovedgård gehörte.
1572 gründete der Adlige Christen Lange das Herrenhaus und Gehöft Bramminggård etwa 200 Meter nördlich der Sankt Knuds Kirke gelegen. Es wechselte mehrmals die Besitzer und wurde 1760 von der Familie Øllgård übernommen. Terman Øllgård baute 1786 das gegenwärtige Hauptgebäude und benannte Bramminggård in Bramming Hovedgård um. Im Jahre 1819 zerstörten zwei große Brände jedoch einen Teil des Herrenhauses, welches 1882 zwangsversteigert werden musste. Heute besteht der Gutshof immer noch und dient seit 1897 als Efterskole.
Das Gasthaus Kikkenborg (dän. kroen Kikkenborg) war ein Gasthaus auf dem großen Gelände des Bramming Hovedgård, welches zum ersten Mal 1743 erwähnt wird. Es wurde 1898 zu einem Hotel und profitierte stark von der Lage direkt an einem Verkehrsknotenpunkt.

### Das Bahnhofsdorf Bramming
Im Jahre 1874 wurde die Bahnstrecke Lunderskov-Esbjerg gebaut und südlich des Bramming Hovedgård, 200 Meter vom Gasthaus Kikkenborg entfernt, wurde ein Bahnhof auf der Strecke errichtet. Bramming wurde zum stationsby (dt. Bahnhofsdorf). Ein Jahr später kam die Bahnstrecke Bramming-Ribe dazu, welche später bis nach Tønder verlängert wurde. Diese Anbindung an das Schienennetz führte zum Wachstum des Ortes.
1901 lebten bereits mehr als 1000 Menschen in Bramming und es ließen sich u. a. ein Pferdehändler, ein Modehändler und ein Tischler in dem Ort nieder.
Da Brammings Bevölkerung stetig wuchs, reichte die Kapazität der Sankt Knuds Kirke nicht mehr aus und eine neue Kirche, die St. Ansgar-Kirche, wurde 1915 eingeweiht.
Im November 1916 wurde eine weitere Eisenbahnstrecke von Bramming nach Grindsted eröffnet.

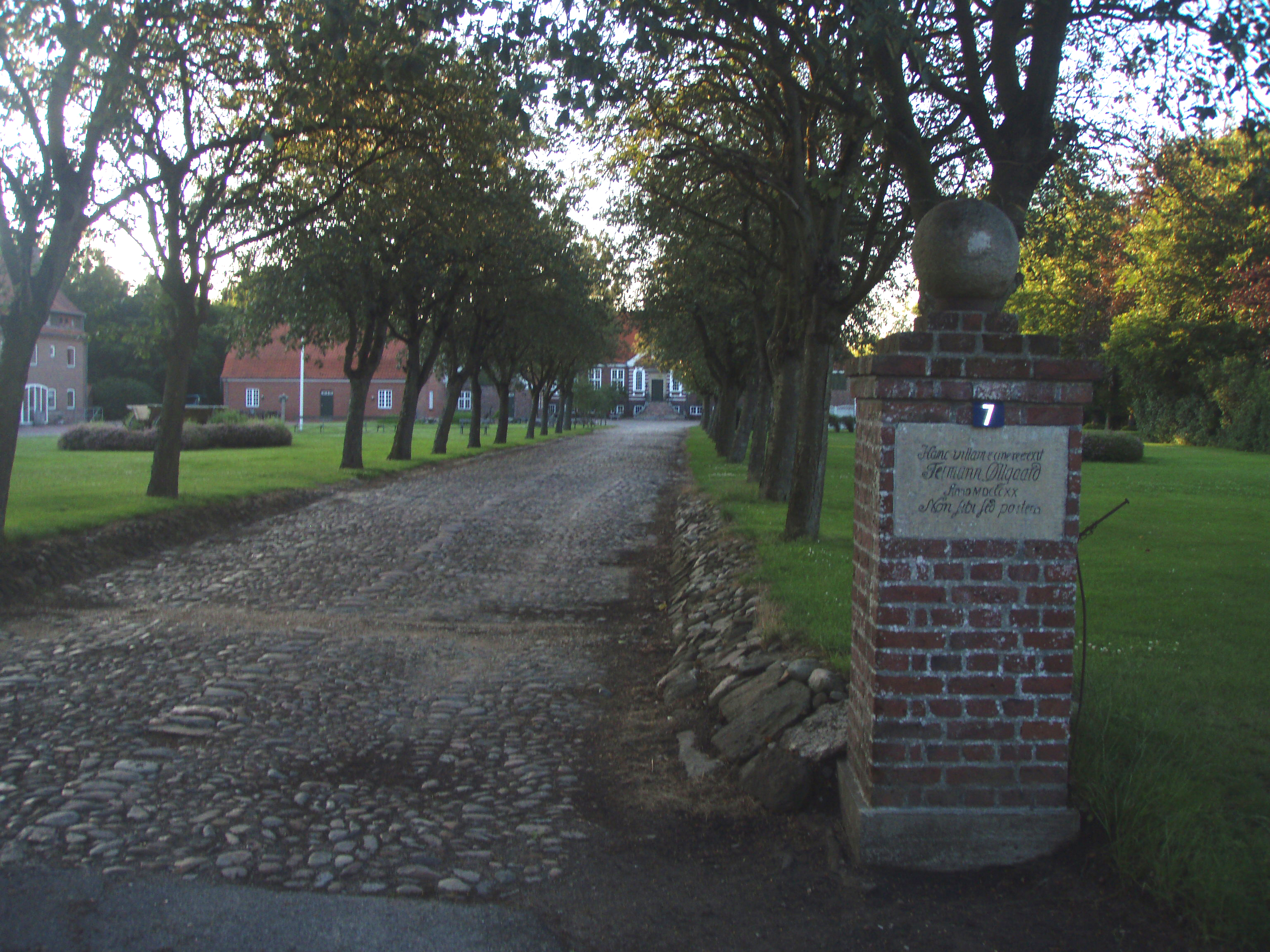
Bramming Hovedgård (2011), heutige Efterskole
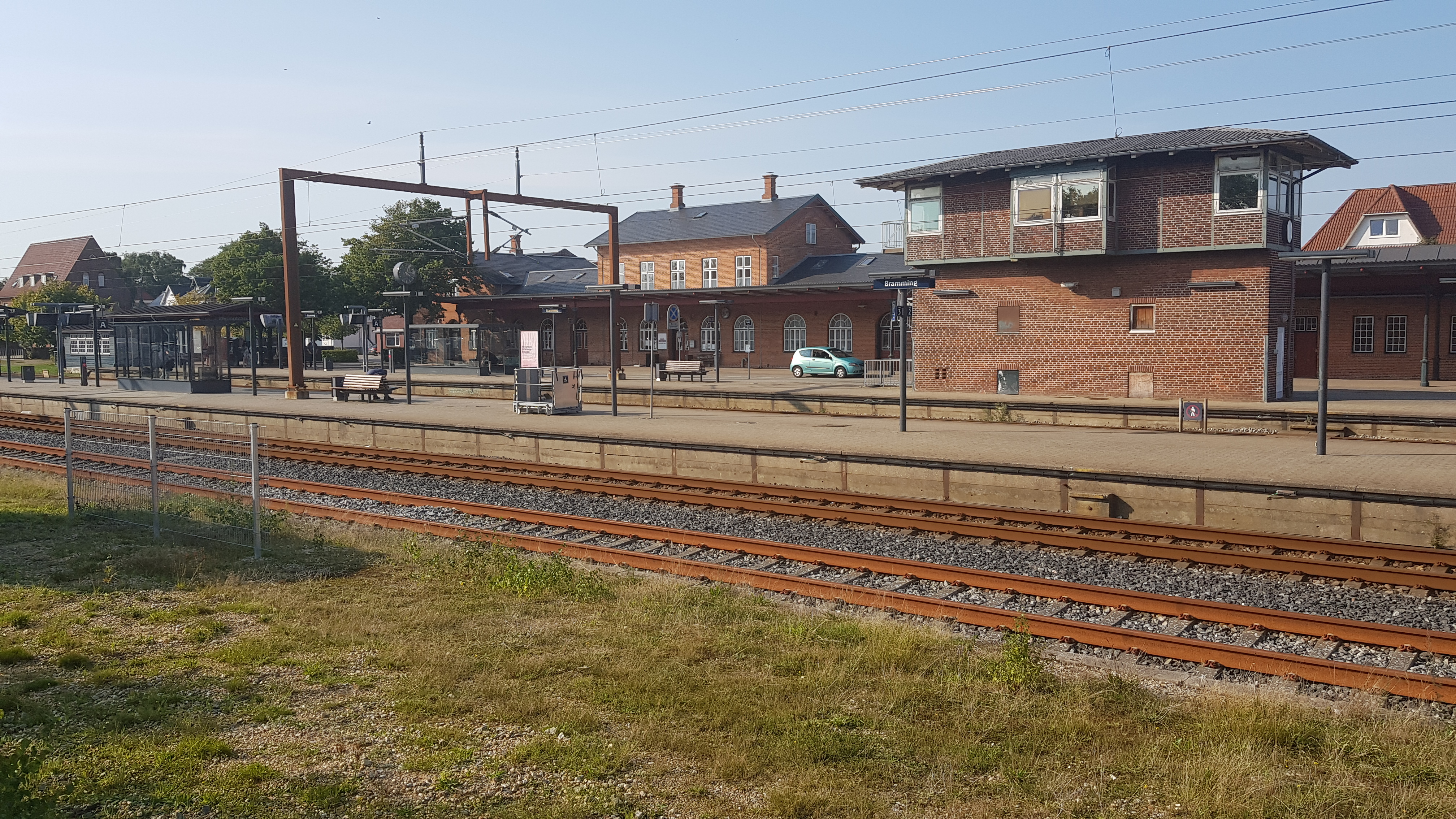
Der 1874 eröffnete Bahnhof von Bramming (Bramming Station)

#### Zugunglück 1913
Am 26. Juli 1913 geschah in Bramming ein Zugunglück in dem 15 Menschen ums Leben kamen und weitere 54 Menschen verletzt wurden. Der Express 1029 aus Fredericia entgleiste unmittelbar westlich des Bahnhofs von Bramming und überschlug sich mit Ausnahme des letzten Wagens, wobei die älteren Wagons komplett zerquetscht wurden.

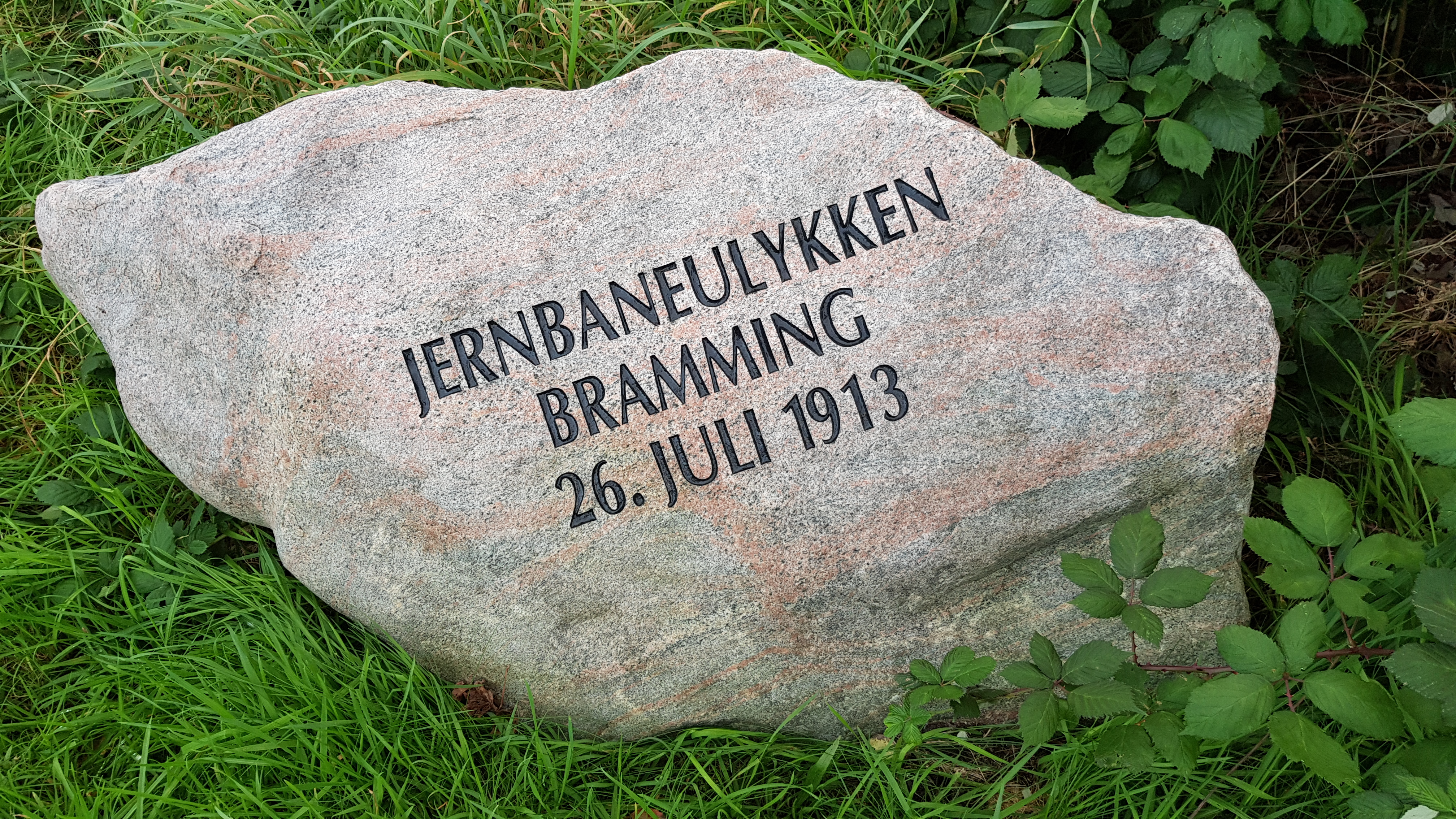
Gedenkstein in Erinnerung an die Opfer des Zugunglückes in Bramming 1913

## Sehenswürdigkeiten
Im Norden von Bramming befindet sich die um 1200 erbaute Sankt Knuds Kirke.
Seit 1915 gibt es die Sankt Ansgar Kirke weiter im Zentrum der Stadt.

Außerdem liegt im Zentrum Brammings das Bramming Egnsmuseum.

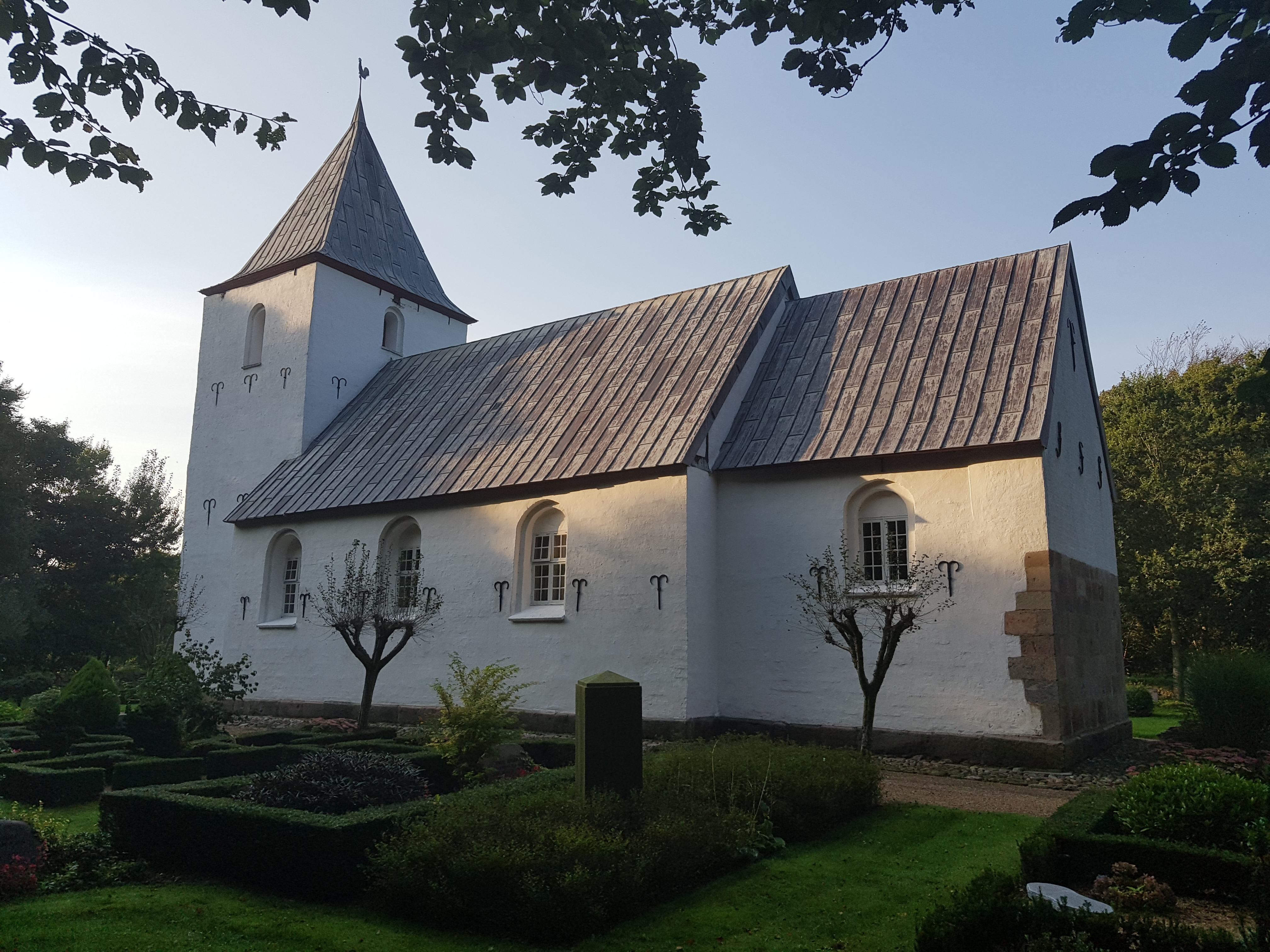
Die Sankt Knuds Kirke
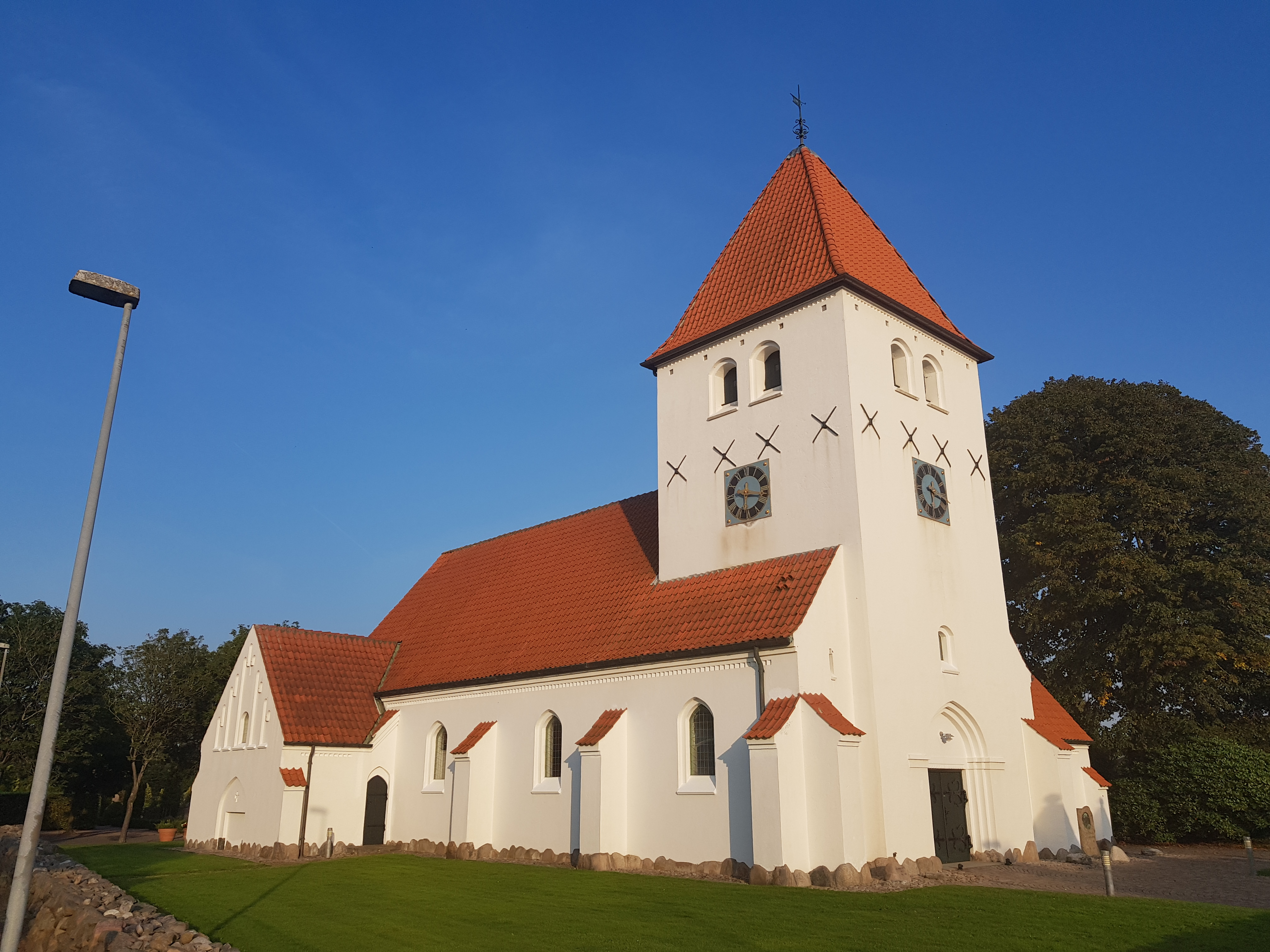
Die Sankt Ansgar Kirke
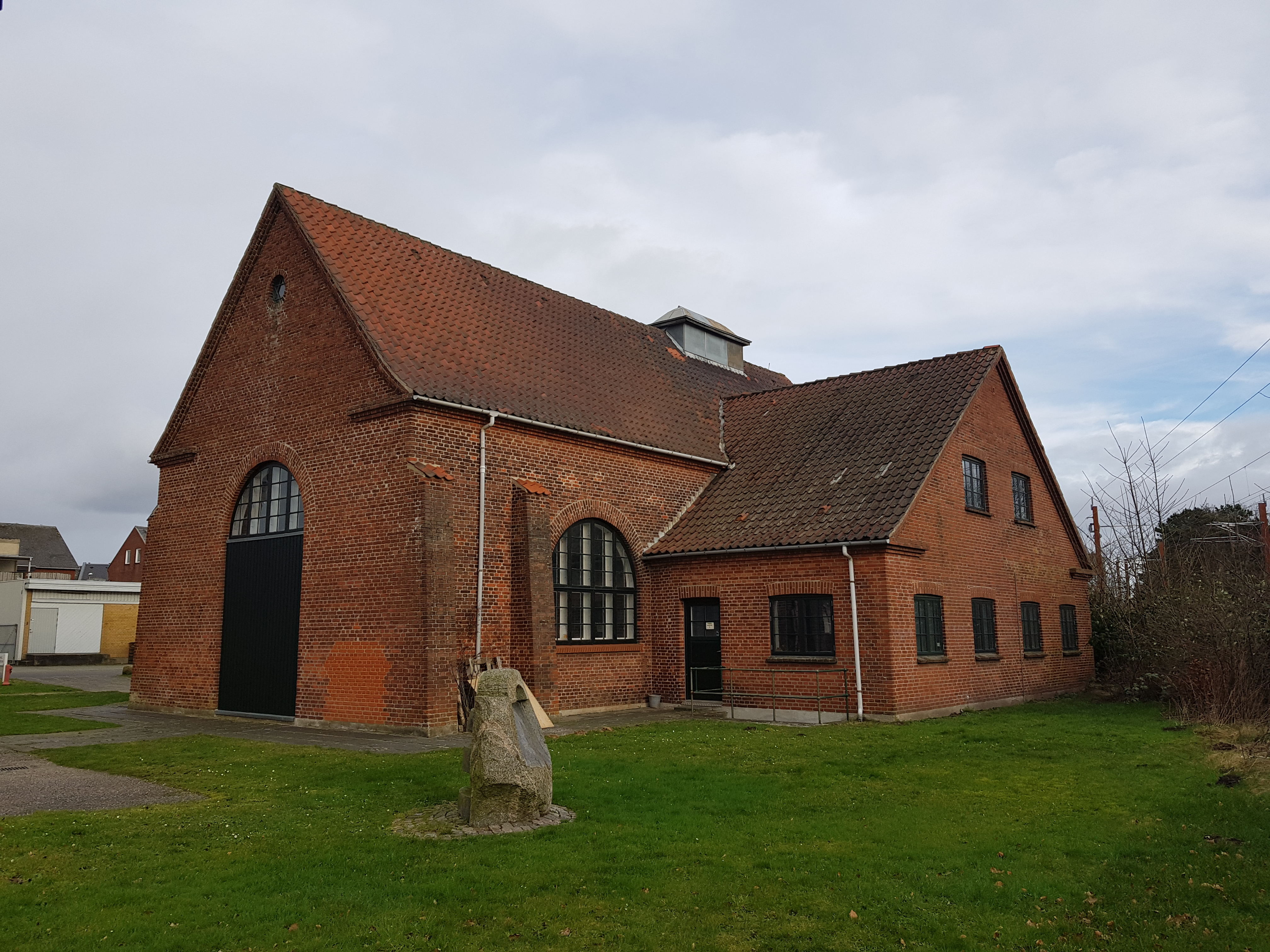
Das Bramming Egnsmuseum

## Bildergalerie

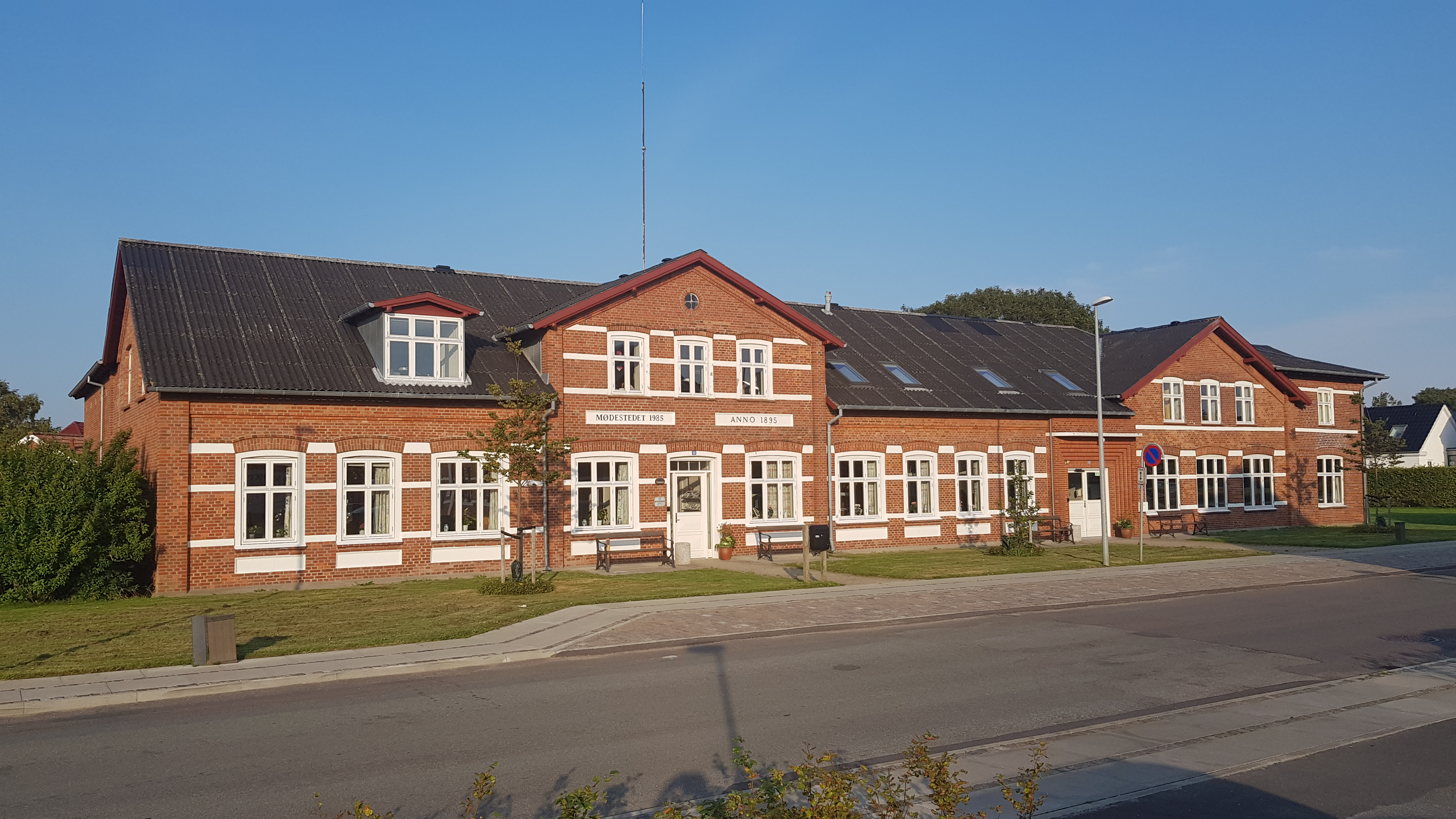
Das Aktivitetscentret Mødestedet (Veranstaltungshaus)
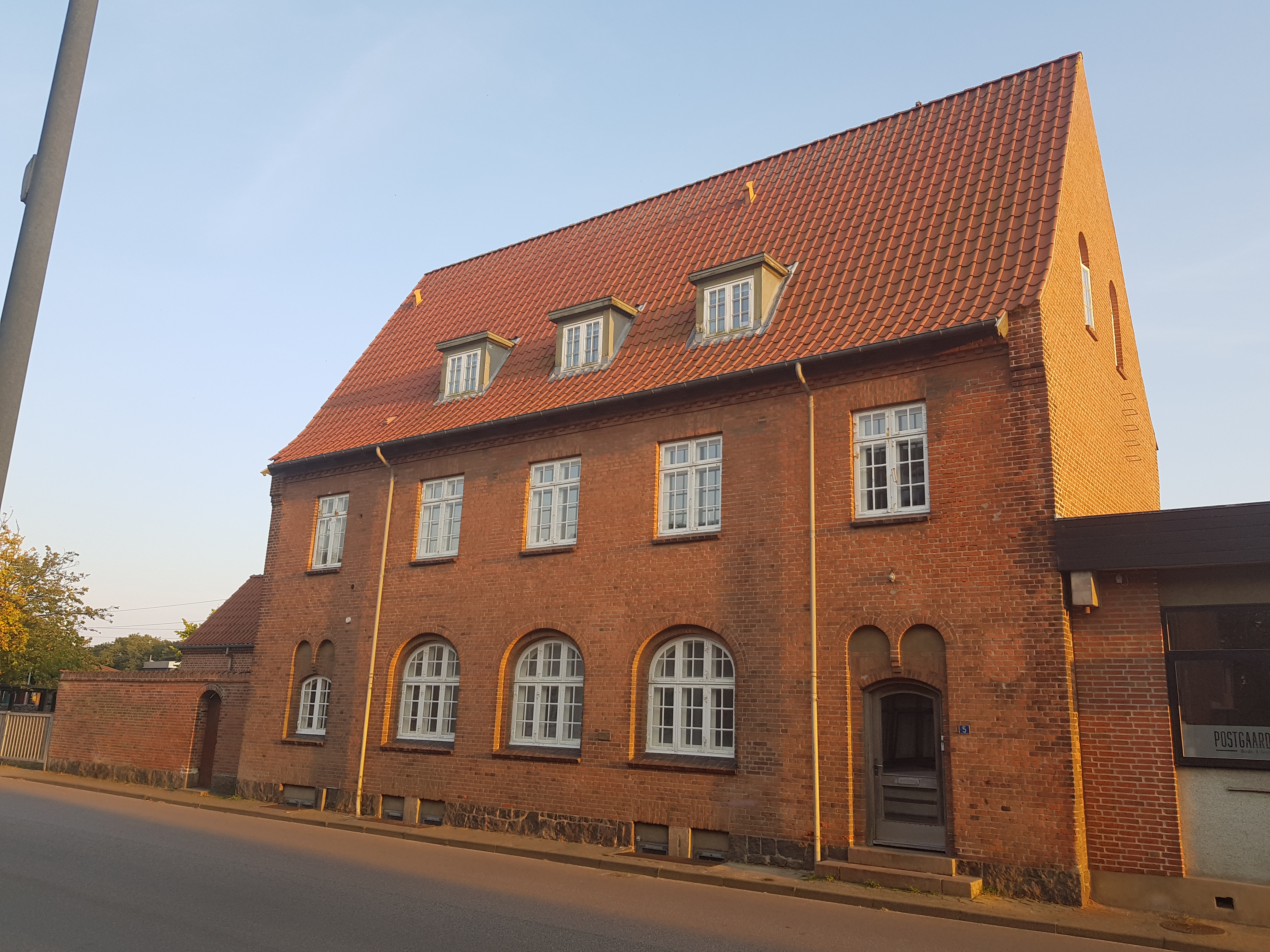
Das ehemalige Postamt von Bramming (heutiges Hotel)
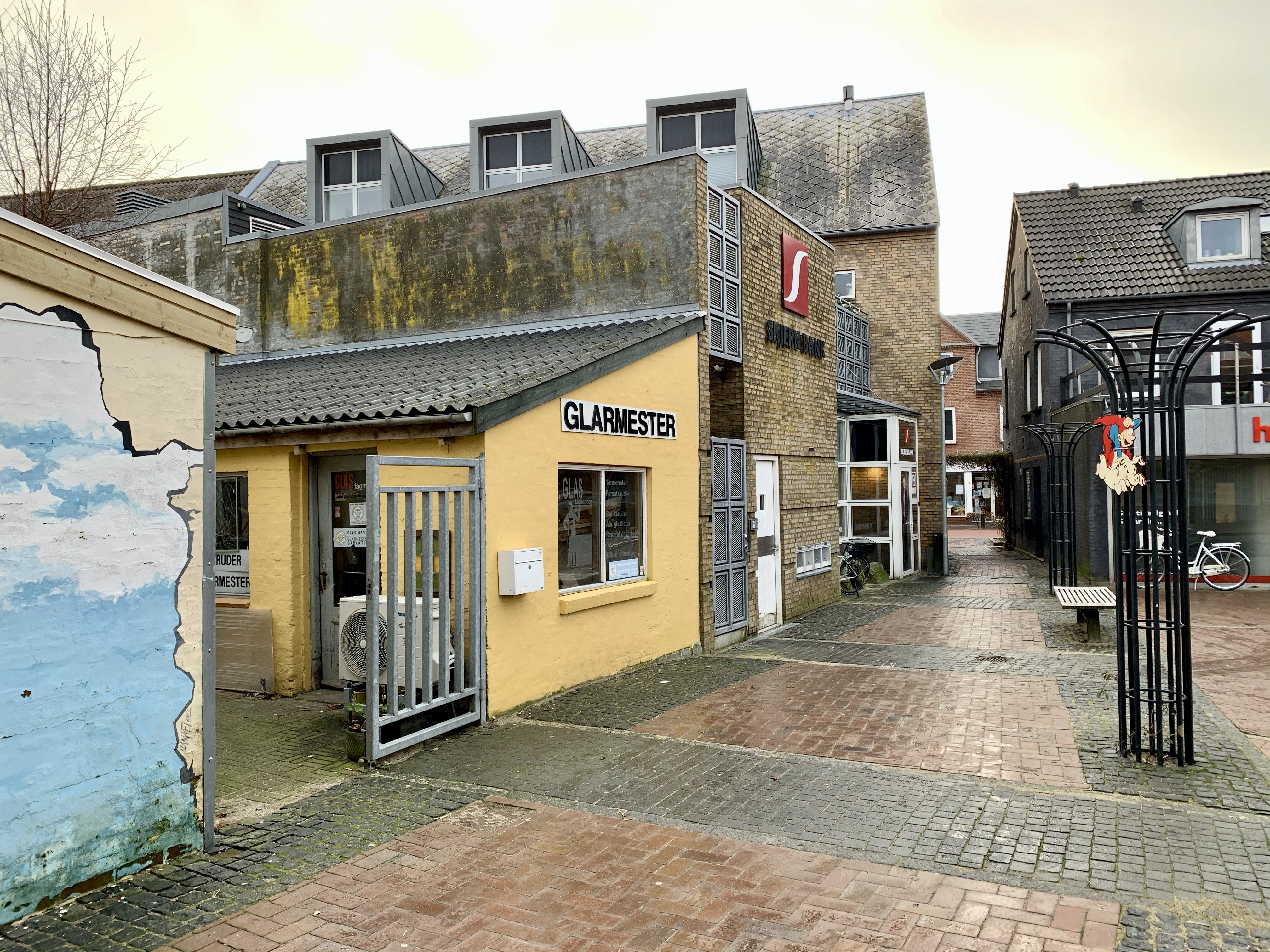
Die Pistolstræde in Brammings Stadtmitte

## Persönlichkeiten
- Henrik Møllgaard Jensen (* 1985), Handballnationalspieler
- Anders Dreyer (* 1998), Fußball-Nationalspieler